# Die Fastnachtsbeichte (1960)
Die Fastnachtsbeichte ist ein deutscher Kriminalfilm aus dem Jahre 1960 nach der gleichnamigen Novelle von Carl Zuckmayer. Unter der Regie von Wilhelm Dieterle spielen Hans Söhnker, Gitty Daruga und Götz George die Hauptrollen.

## Handlung
Das festliche geschmückte Mainz, am Fastnachtssamstag im Jahre 1913. Ein junger Mann in Dragoneruniform torkelt in den Dom, um beim Domkapitular die Beichte abzulegen. Doch er kann nur einen Satz sagen: „Ich armer, sündiger Mensch.“ Dann bricht er tot zusammen – in seinem Rücken steckt ein Stilett. Zeitgleich trifft man im hochherrschaftlichen Hause des angesehenen Mainzer Bürgers Adelbert Panezza die letzten Vorbereitungen für die Schlussphase des Karnevals, wo der Hausvorstand die gewichtige Rolle eines Fastnachtsprinzen ausübt. Zur Panezza-Familie zählen Adelberts Frau sowie die Kinder Bettine und Jeanmarie. Letztgenannter bekleidet den militärischen Rang eines Dragonerleutnants. Im allgemeinen Fastnachtstrubel taucht auch noch spätabends die hübsche Sizilianerin Viola Toralto auf, eine Verwandte aus dem süditalienischen Familienzweig. Als sie in der Eingangshalle Jeanmarie sieht und dieser sich auch mit seinem Namen in Erinnerung bringt, da beide sich zuletzt in gemeinsamen Kindertagen gesehen hatte, reagiert Viola anfänglich verstört, während Jeanmarie sich sehr über ihre Ankunft freut.
Kurz nach der Mordtat im Dom kommt es im Bordell von Madame Guttier zur Verhaftung eines Verdächtigen. Der arretierte junge Mann war betrunken und warf mit reichlich Geld um sich. Außerdem trug er bei seiner Verhaftung einen Revolver mit sich. Es handelt sich um den Rekruten Clemens Bäumler, der dem Dragonerregiment angehörte. Kriminalrat Merzbecher übernimmt die Ermittlungen; Bäumler und weitere Personen aus dem Umfeld der Panezza-Familie werden verhört. Bäumlers Mutter arbeitet im Haus Panezza als Geschirrspülerin und soll überdies einst die Milchamme Jeanmaries gewesen sein. Auch der Name des Toten wird bekannt: Ferdinand, Deserteur, Bruder des verhafteten Clemens und Sohn von Frau Bäumler. Ferdinands Ruf ist arg ramponiert: einst floh er wegen Unterschlagung aus Deutschland und schloss sich der Fremdenlegion an. Dort soll er ums Leben gekommen sein. Doch er hatte seinen Tod fingiert, eine neue Identität angenommen und ist heimlich nach Mainz zurückgekehrt.
Adelbert Panezza gesteht dem Domkapitular, dass der tote Ferdinand sein unehelicher Sohn gewesen sei, den er mit der im Haus tätigen Milchamme Jeanmaries vor langer Zeit gezeugt habe. Auch Viola gerät plötzlich ins Zwielicht. Jeanmarie erkennt an ihrem Armband den Buchstaben „T“, der auch die Tatwaffe, das Stilett, ziert. T wie Toralto. Schließlich fügen sich die Fakten zu einem in sich schlüssigen Puzzle zusammen. Nach seiner Zeit in der Fremdenlegion gab sich der Tote als sein Halbbruder Jeanmarie Panezza aus. Unter diesem Namen lernte Viola Ferdinand als Erwachsenen in Sizilien kennen und lieben. Nachdem er ihr jedoch eine wertvolle Perlenkette mit der Begründung, dass er hohe Spielschulden habe und das Schmuckstück nur vorübergehend beleihen wolle, abgeschwatzt hatte, verschwand der falsche Jeanmarie spurlos. Viola ahnte, dass er zurück nach Mainz gehen würde und war ihm gefolgt. In der Karnevalshochburg hatte Ferdinand vor, seinen Erzeuger Adelbert Panezza um Geld zu erpressen. Zuvor aber ging er zu seinem Halbbruder Clemens, um diesen zu überreden, mit ihm nach Amerika auszuwandern. Dann tauschte er mit Clemens die Kleidung, sodass Ferdinand die Uniform und Clemens den Anzug mit dem eingenähten Geld aus dem Erlös des verkauften Viola-Geschmeides sowie den Revolver mit der T-Gravur trug. In dieser Montur wurde Ferdinand vor den Toren des Doms mit dem Stilett tödlich verletzt. Als Täter entpuppt sich Violas Halbbruder, ihr Reisebegleiter nach Deutschland, der absonderliche Lolfo, der ihr stets bedingungslos ergeben war, Ferdinand aufgrund seiner Treulosigkeit Viola gegenüber erstochen und eben bei einer Streitigkeit unter Italienern den Tod gefunden hat. Für ihren sündigen Gedanken, dem falschen Jeanmarie und schurkischen Ferdinand den Tod gewünscht zu haben, geht schließlich auch Viola in den Beichtstuhl des Domkapitulars. Er spricht sie frei von Schuld. Dann fährt Viola mit Adelbert Panezza in dessen Kutsche in die Nacht davon.

## Produktionsnotizen
Die Dreharbeiten zu Die Fastnachtsbeichte begann mit den Außenaufnahmen zur Karnevalszeit im Februar 1960 und endeten im Mai desselben Jahres. Gedreht wurde in Mainz, Hallgarten und dem Schloss Reichartshausen (Rheingau). Als Studio dienten die Ufa-Ateliers Berlin-Tempelhof.
Die Uraufführung fand am 15. September 1960 in Mainz (Residenz, Prinzess) statt, einen Tag später lief Die Fastnachtsbeichte auch in Österreich an.
Die Bauten stammen von Emil Hasler und Walter Kutz, die Kostüme entwarf Manon Hahn. Eberhard Itzenplitz assistierte Regisseur Dieterle, Wolfgang Treu war einfacher Kameramann unter Chefkameramann Heinz Pehlke. Die Produktionsleitung lag in den änden von Dietrich von Theobald.
Götz Georges Filmmutter Berta Drews ist auch seine leibliche. Ernst Neger singt im Rahmen einer originalen Karnevalssitzung „Ja so was des gibt‘s nur in Meenz“.
Die Fastnachtsbeichte war die letzte deutsche Kinoinszenierung Wilhelm Dieterles. Anschließend drehte er nur noch Fernsehfilme und inszenierte Theateraufführungen sowie einen katastrophal besprochenen Hollywoodfilm (The Confession, 1964).

## Kritiken
„Der Film ist etwas verwirrend ausgefallen. Wer Zuckmayers Erzählung nicht kennt, findet sich bisweilen weder in den Schauplätzen noch in den Charakteren zurecht. Der Grund hierfür liegt auf der Hand. Drehbuch-Autor Kurt Heuser und Regisseur William Dieterle entnahmen bei Zuckmayer die Dialoge, einen großen Teil der "Regie-Anweisungen" und hofften im übrigen, daß der Filmbesucher all das erahnt, was Zuckmayer kommentierend zu berichten weiß. (…) Der Einsatz nachstrebender Kräfte ist grundsätzlich zu begrüßen. Aber angesichts des hier vorliegenden Drehbuchs und eines Regisseurs, dessen Darstellerführung offenbar die Klippen der Vorlage nicht auszugleichen vermag, erweist sich die Nachwuchsbesetzung als weiteres Handicap. Fraglos schneiden Götz George und Christian Wolff unter den jungen Schauspielern noch am besten ab. Leider erliegt Götz George – wie schon in "Kirmes" – dem Trugschluß, asthmatisches Sprechen wirke schon bei einem Anfang-Zwanziger sehr eindrucksvoll. (…) Heinz Pehlkes Farbkamera besticht in den nächtlichen Dom-Szenen. Hier gelangen Einstellungen mit großartiger Atmosphäre. (…) [Es] handelt sich um einen aus der Konfektionsware herausragenden Film, der seinen dichterischen Vorwurf deutlich erkennen läßt und eine Reihe von publikumswirksamen Faktoren besitzt.“

„Leider ist trotz Übertragung seiner Zeitatmosphäre (Mainz, Karneval 1913) der profilierter Vorwurf zerflattert und nicht mehr mühelos zu überblicken. Seine Figuren sind trotzdem glaubhaft verkörpert, die Illustrationsmusik u. Farbenphotographie passend.“

„Regisseur William Dieterle gelangte in die Nähe des Films ‚Orfeu Negro‘: Der Tod schwebt über ausgelassener Lebensfreude, überall spürt man mittelalterliche Gruftatmosphäre zwischen bunt gezeichneten Bürgerfiguren. Der Film erinnert an die ‚Jedermann‘-Thematik oder an Bilder des Hieronymus Bosch. Schauspielerisches Bravourstück: Götz George als zu Unrecht Verdächtigter. Gute Film-Musik von Siegfried Franz.“

„Das Bestreben deutscher Produzenten, von der literarischen Fruchtbarkeit Carl Zuckmayers zu nutznießen (unter anderem: "Des Teufels General", "Der fröhliche Weinberg", "Ein Mädchen aus Flandern", "Der Hauptmann von Köpenick"), ließ die Filmemacher auch nach der jüngsten Novelle Zuckmayers greifen. Doch die "Fastnachtsbeichte", vor der Kulisse des Mainzer Karnevals von 1913, ist – obwohl in der Diktion kraftvoll und würzig – verschnörkelt konstruiert und kaum mehr als Kriminal-Kolportage. Die lasche, auf Seelen- und Kostümpomp bedachte Regie des Hollywood-Spätheimkehrers William (Wilhelm) Dieterle vermochte der literarischen Vorlage nicht mehr abzugewinnen als matten Kino-Schwulst.“

„Die tiefere Bedeutung der über Zeit und Raum hinausgreifenden Zuckmayer-Novelle kam Dieterles gepflegt unterhaltender Verfilmung allerdings abhanden.“